# 14025 Fallada
14025 Fallada è un asteroide della fascia principale. Scoperto nel 1994, presenta un'orbita caratterizzata da un semiasse maggiore pari a 2,7397284 UA e da un'eccentricità di 0,1631477, inclinata di 7,63630° rispetto all'eclittica.
L'asteroide è dedicato allo scrittore tedesco Hans Fallada.